# Lithocarpus moluccus
Lithocarpus moluccus är en bokväxtart som först beskrevs av Carl von Linné, och fick sitt nu gällande namn av Engkik Soepadmo. Lithocarpus moluccus ingår i släktet Lithocarpus och familjen bokväxter.
Artens utbredningsområde är Moluckerna. Inga underarter finns listade.